# Pion (czasopismo)
Pion – tygodnik społeczno-literacki ukazujący się w latach 1933–1939 w Warszawie.
Tygodnik powołany został, by realizować państwowy program w zakresie kultury i sztuki. Mimo deklarowanej bezstronności, był jednak ideowo związany z obozem sanacyjnym.
W piśmie publikowali m.in. Jan Brzękowski, Teodor Bujnicki, Michał Choromański, Kazimierz Czachowski, Józef Czechowicz, Ignacy Fik, Stefan Flukowski, Ludwik Fryde, Karol Irzykowski, Manfred Kridl, Tadeusz Kudliński, Julian Krzyżanowski, Józef Łobodowski, Bolesław Miciński, Czesław Miłosz, Jan Bolesław Ożóg, Tadeusz Peiper, Marian Piechal, Stanisław Piętak, Leon Piwiński, Adolf Rudnicki, Władysław Sebyła, Jan Emil Skiwski, Adam Skwarczyński, Ewa Szelburg-Zarembina, Konstanty Troczyński, Melchior Wańkowicz, Jan Wiktor, Józef Wittlin, Karol Wiktor Zawodziński
Pojawiały się w nim także przekłady z języka rosyjskiego i francuskiego.